# DB Regio Unterfranken
DB Regio Unterfranken war ein Geschäftsbereich von DB Regio Bayern, einem Regionalbereich von DB Regio. Das in Würzburg ansässige Unternehmen erbrachte den größten Teil der Regional- und Nahverkehrsleistungen im Regierungsbezirk Unterfranken, lediglich auf der Kahlgrundbahn und im „Kissinger Stern“ konnten sich bereits private Wettbewerber durchsetzen. Die DB Regio Unterfranken ist seit dem Zusammenschluss mit DB Regio Mittelfranken zum 1. Oktober 2010 in der DB Regio Franken aufgegangen.

## Fahrzeugmaterial
DB Regio Unterfranken verfügte lediglich über Reisezugwagen, eigene Triebfahrzeuge besaß das Unternehmen nicht. Stattdessen wurden meist Lokomotiven vom damaligen Geschäftsbereich DB Regio Mittelfranken aus Nürnberg herangezogen, auf grenzüberschreitenden Linien nach Baden-Württemberg oder Hessen wurden die Züge auch mit Lokomotiven der Einsatzstellen Stuttgart oder Frankfurt (Main) bespannt. Im unterfränkischen Verkehrsgebiet kamen größtenteils Fahrzeuge älteren Baujahres zum Einsatz. Die Hauptlast der Zugleistungen wurde mit konventionellen Nahverkehrs-Wendezügen bestritten, meist verkehrten vier oder fünf n-Wagen im Verband mit Elektrolokomotiven der Baureihen 111, 112, 143 und 146.2.
Moderne Triebwagen oder die mittlerweile in weiten Teilen Deutschlands im schnellen Regionalverkehr eingesetzten klimatisierten Doppelstockwagen waren nur vereinzelt anzutreffen. Ausnahmen bildeten die Regional-Express-Linien von Würzburg nach Erfurt/Bad Kissingen und Hof/Bayreuth, auf denen Neigetechnikzügen der Baureihe 612 in Dreifachtraktion verkehren, gestellt werden die Fahrzeuge aber von anderen DB-Regio-Niederlassungen. Doppelstock-Wendezüge kommen auf der von DB Regio Franken betriebenen RE-Linie Nürnberg–Bamberg–Schweinfurt zum Einsatz. Auf den von Würzburg ausgehenden Linien nach Nürnberg und Frankfurt (Main) fahren seit Ende der neunziger Jahre größtenteils zu sogenannten Modus-Wagen umgebaute ehemalige Reichsbahnwagen. Nach der Betriebsaufnahme der im Wettbewerb vergebenen Leistungen sind nun Triebwagen der Baureihe 440 anzutreffen.

## Verkehrsleistungen
Folgende Linien wurden von DB Regio Unterfranken betrieben:
| Zuggattung | Laufweg | Kursbuch- strecke(n) | Länge  | Stationen | Taktfrequenz     |
| ---------- | --- | -------------------- | ------ | --------- | ---------------- |
| RE         | Franken-Express Würzburg–Kitzingen–Neustadt (Aisch)–Fürth–Nürnberg                                               | 805                  | 102 km | 12        | 60 Minuten       |
| RE         | Würzburg–Karlstadt–Gemünden (Main)–Lohr (Main)–Aschaffenburg–Kahl (Main)–Hanau–Offenbach (Main)–Frankfurt (Main) | 800, 640             | 136 km | 17        | 60 Minuten       |
| RB         | Aschaffenburg–Heigenbrücken                                                                                      | 800                  | 17 km  | 4         | 60 (120) Minuten |
| RB         | (Schlüchtern–) Jossa–Gemünden (Main)–Karlstadt–Würzburg–Schweinfurt (–Haßfurt–Bamberg)                           | 801, 800, 810        | 202 km | 29        | 60 (120) Minuten |
| RB         | Würzburg–Ochsenfurt–Steinach–Ansbach–Gunzenhausen–Treuchtlingen                                                  | 920                  | 140 km | 14        | 60 Minuten       |
| RB         | Würzburg–Kitzingen                                                                                               | 805                  | 23 km  | 5         | 60 Minuten (HVZ) |

Weitere Linien verliefen teilweise durch unterfränkisches Gebiet, wurden jedoch von den DB-Tochtergesellschaften aus den benachbarten Bundesländern bzw. Regierungsbezirken betrieben:
| Zuggattung | Laufweg | Betreiber                  |
| ---------- | --- | -------------------------- |
| RE         | Mainfranken-Thüringen-Express Würzburg–Schweinfurt–Bad Kissingen / Bad Neustadt (Saale)–Mellrichstadt–Grimmenthal–Suhl–Oberhof–Arnstadt–Erfurt | DB Regio Südost            |
| RE         | Würzburg–Schweinfurt–Haßfurt–Bamberg–Lichtenfels–Kulmbach–Bayreuth / Münchberg–Hof                                                             | DB Regio Nordostbayern     |
| RE         | Schweinfurt–Haßfurt–Bamberg–Forchheim–Erlangen–Fürth–Nürnberg                                                                                  | DB Regio Franken           |
| RE         | Würzburg–Lauda–Osterburken–Bad Friedrichshall–Heilbronn–Bietigheim-Bissingen–Ludwigsburg–Stuttgart                                             | DB Regio Baden-Württemberg |
| RB         | Aschaffenburg–Dieburg–Darmstadt–Mainz–Wiesbaden                                                                                                | DB Regio Hessen            |

## AusschreibungElektrisches Netz Würzburg
Am 7. Juni 2006 hat die Bayerische Eisenbahngesellschaft in Zusammenarbeit mit dem Rhein-Main-Verkehrsverbund als Aufgabenträger für den hessischen Teil den Betrieb des sogenannten „Elektrischen Netzes (E-Netz) Würzburg“ europaweit ausgeschrieben. Das rund 425 Kilometer lange Streckennetz umfasste ein jährliches Betriebsvolumen von 5,5 Millionen Zugkilometern auf bayerischer Seite sowie rund 200.000 Zugkilometer im Nachbarland Hessen, womit es das bislang größte Wettbewerbsverfahren im bayerischen Schienenpersonennahverkehr war. Bestandteil der Ausschreibung waren die von Würzburg ausgehenden Streckenäste nach Schlüchtern in Hessen, Bamberg, Nürnberg und Treuchtlingen. Während auf der Strecke nach Nürnberg die Regional-Express-Leistungen vergeben wurden, umfassten die übrigen Strecken nur den Regionalbahn-Verkehr.
Am 9. Februar 2007 wurde vom Bayerischen Verkehrsministerium die DB Regio AG als Sieger der Ausschreibung bekannt gegeben. Ein Einspruch des unterlegenen Mitbewerbers Hamburger Hochbahn, die sich zusammen mit der Hessischen Landesbahn über die gemeinsame Tochtergesellschaft cantus an der Ausschreibung beteiligt hatte, blieb ohne Ergebnis, so dass sich die Deutsche Bahn zumindest bis zum Ende des neuen Verkehrsvertrags ihre marktbeherrschende Stellung in Unterfranken gesichert hat und durch die Auftragsvergabe rund 150 Arbeitsplätze im Fahr- und Werkstattbereich sichern konnte. Am 2. August 2007 wurde im Würzburger Rathaus der Verkehrsvertrag unterzeichnet, der folgende Fahrplanverbesserungen festlegte:
- Verdichtung der Regional-Express-Linie Würzburg–Nürnberg zu einem durchgehenden Stundentakt bis Mitternacht durch Bestellung von zwei zusätzlichen Zugpaaren
- Verlängerung der Regionalbahn-Züge Würzburg–Schweinfurt über Schweinfurt Hbf hinaus bis zum Stadtbahnhof
- Halbstundentakt im Berufsverkehr nach Lohr (Main), Schweinfurt, Kitzingen und Ochsenfurt
- Bestellung einiger zusätzlicher Züge zur Schließung von Taktlücken

DB Regio hat zum Fahrplanwechsel im Dezember 2009 unter dem Namen „MainfrankenExpress“ den Betrieb auf der Strecke Würzburg–Nürnberg aufgenommen, ein Jahr später folgten unter dem Namen „MainfrankenBahn“ die Regionalbahn-Leistungen auf den übrigen Strecken. Da in den Ausschreibungsbedingungen Neufahrzeuge vorgeschrieben waren, hat die Deutsche Bahn im Juli 2007 insgesamt 27 Triebzüge des Typs „Alstom Coradia Continental“ des französischen Herstellers Alstom aus einem bestehenden Rahmenvertrag bestellt, die größtenteils am Standort Salzgitter gefertigt wurden. Sie lösten die lokbespannten Wendezüge aus n-Wagen ab, die den größten Teil des Regionalverkehrs bewältigten. Die Bestellung über 27 Triebzüge gliederte sich in 22 dreiteilige und fünf vierteilige Fahrzeuge, acht Einheiten sind auf der Strecke Würzburg–Nürnberg im Einsatz. Entgegen dem früheren Fahrzeugmaterial sind die LIREX-Züge für Geschwindigkeiten von bis zu 160 km/h ausgelegt, klimatisiert und haben einen Niederfluranteil von etwa 90 Prozent auf einer Fußbodenhöhe von 60 cm. Diese Höhe würde einen barrierefreien Einstieg an Bahnsteigen mit 55 cm Kantenhöhe ermöglichen, die Bayerische Eisenbahngesellschaft sieht jedoch für die von Würzburg ausgehenden Hauptstrecken im Zielzustand durchgehend 76 cm hohe Bahnsteige vor.

## Weitere Wettbewerbsprojekte in Unterfranken

Der alte Ringlokschuppen des Betriebshofes am Würzburger Hauptbahnhof

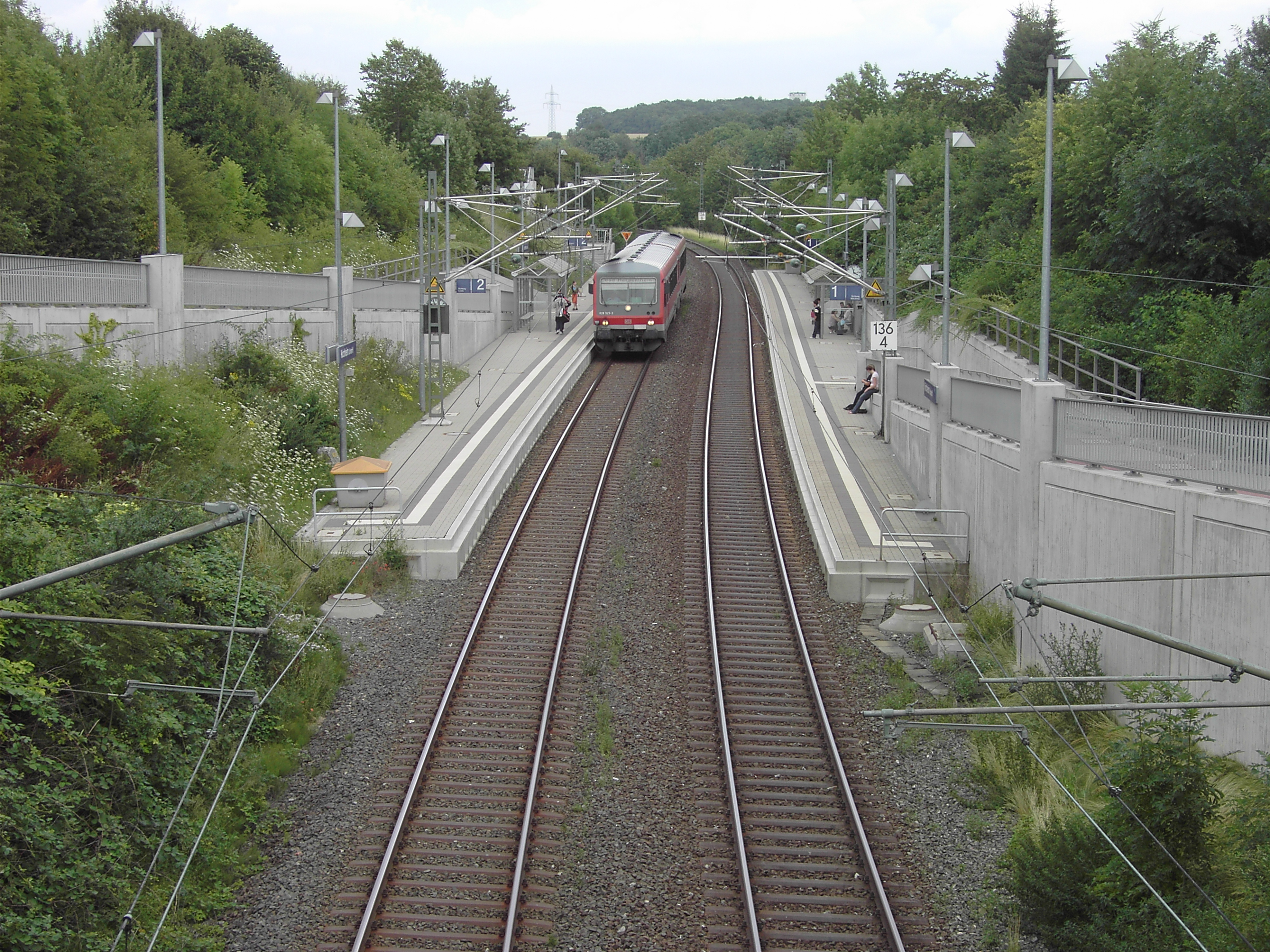
Triebwagen der Baureihe 628 als Regionalbahn Würzburg–Bad Mergentheim

Im Juli 2006 wurde die Schwestergesellschaft DB Regio Hessen als Sieger der Ausschreibung des Südhessennetzes bekannt gegeben, das mit der Linie Darmstadt–Aschaffenburg bis nach Unterfranken reicht. Zum Einsatz sollen „neuwertige“ Doppelstockwagen kommen. Der Verkehrsvertrag mit einer Laufzeit von zehn Jahren begann zum Fahrplanwechsel im Dezember 2008.
Auf der 23 Kilometer langen Bahnstrecke Kahl–Schöllkrippen fuhr seit Dezember 2005 die Hessische Landesbahn mit neuen Desiro-Triebwagen im Stundentakt. Der Infrastruktur- und vormalige Verkehrsbetreiber, die Kahlgrund Verkehrs-GmbH, war bei der im Jahr 2003 durchgeführten Ausschreibung unterlegen und hatte somit das wichtigste Standbein verloren. Der Verkehrsvertrag mit der HLB lief bis 2015.
Bereits seit Dezember 2004 fährt die thüringische Erfurter Bahn (EB) nach einer Preisanfrage die Regionalbahn-Strecken Schweinfurt–Bad Kissingen–Gemünden (Main) und Schweinfurt–Bad Kissingen / Meiningen im sogenannten „Kissinger Stern“ unter der Bezeichnung „Unterfranken-Shuttle“. Für die beiden im Zweistundentakt betriebenen Linien hatte die EB 14 neue Dieseltriebwagen des Typs Regio-Shuttle des Schweizer Herstellers Stadler Rail beschafft.

## Regio-Netz Westfrankenbahn
Zum 1. Januar 2006 wurde die Strecke Aschaffenburg–Miltenberg–Wertheim sowie die Regionalbahn-Leistungen auf der Strecke Würzburg–Lauda (–Bad Mergentheim) aus dem Verkehrsgebiet von DB Regio Unterfranken ausgegliedert und gemeinsam mit einigen anderen Strecken im nördlichen Baden-Württemberg zum Regio-Netz Westfrankenbahn zusammengefasst.